# Chapelle Notre-Dame des Affligés de Ways
Pour les articles homonymes, voir Chapelle Notre-Dame des Affligés.
La chapelle Notre-Dame des Affligés est une chapelle située à Ways, section de la ville belge de Genappe, dans la province du Brabant wallon.

## Localisation
La chapelle se dresse rue Émile Hecq, à 200 m à l'est de l'église Saint-Martin de Ways.
Adossée à la Ferme de la Tourelle, elle possède une orientation peu commune : sa façade principale est orientée vers l'est et elle ne possède pas de chevet.

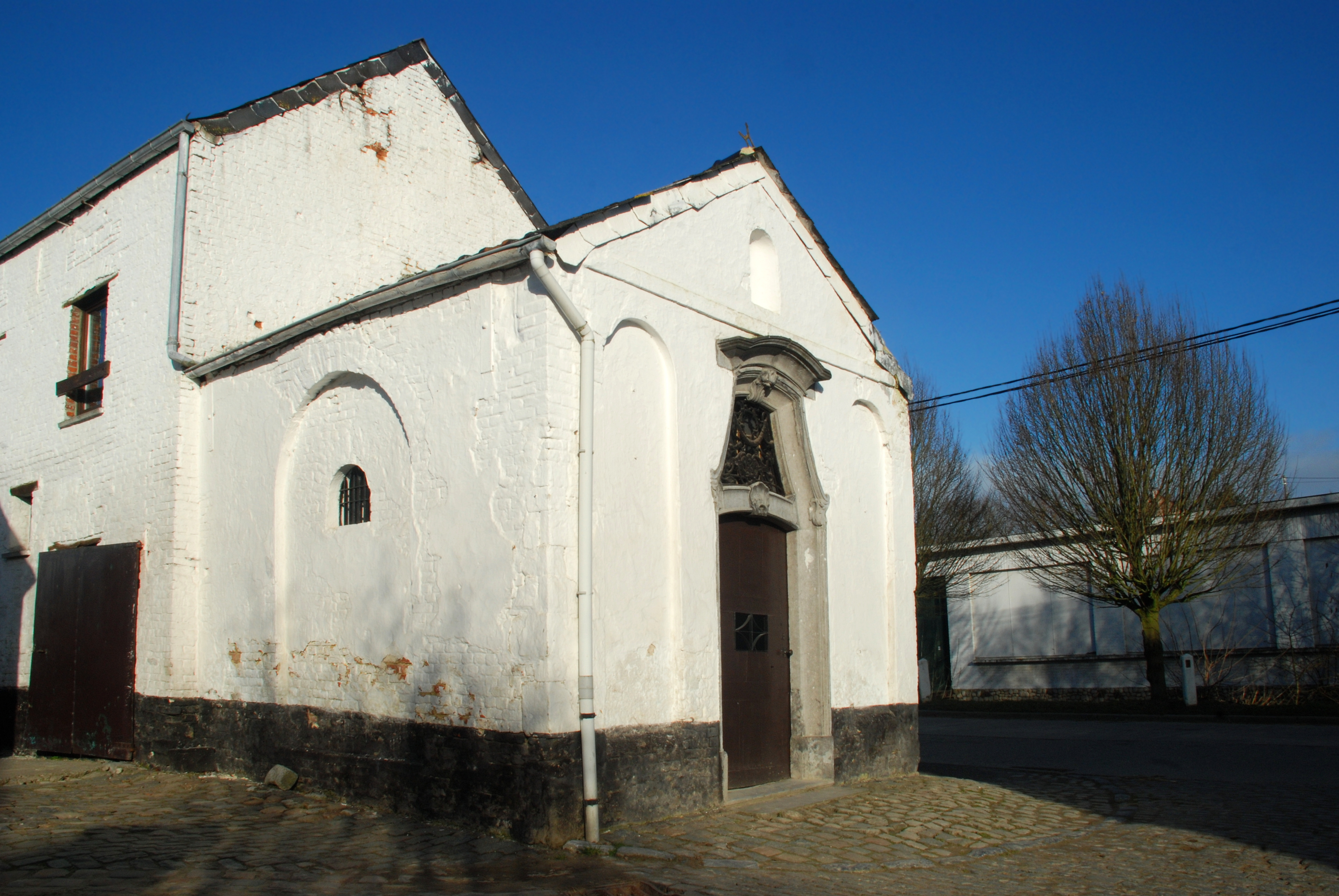
La chapelle adossée à la ferme de la Tourelle.

## Historique
La chapelle fut bâtie vers 1760 pour Jacques Deleu, mayeur de Ways.

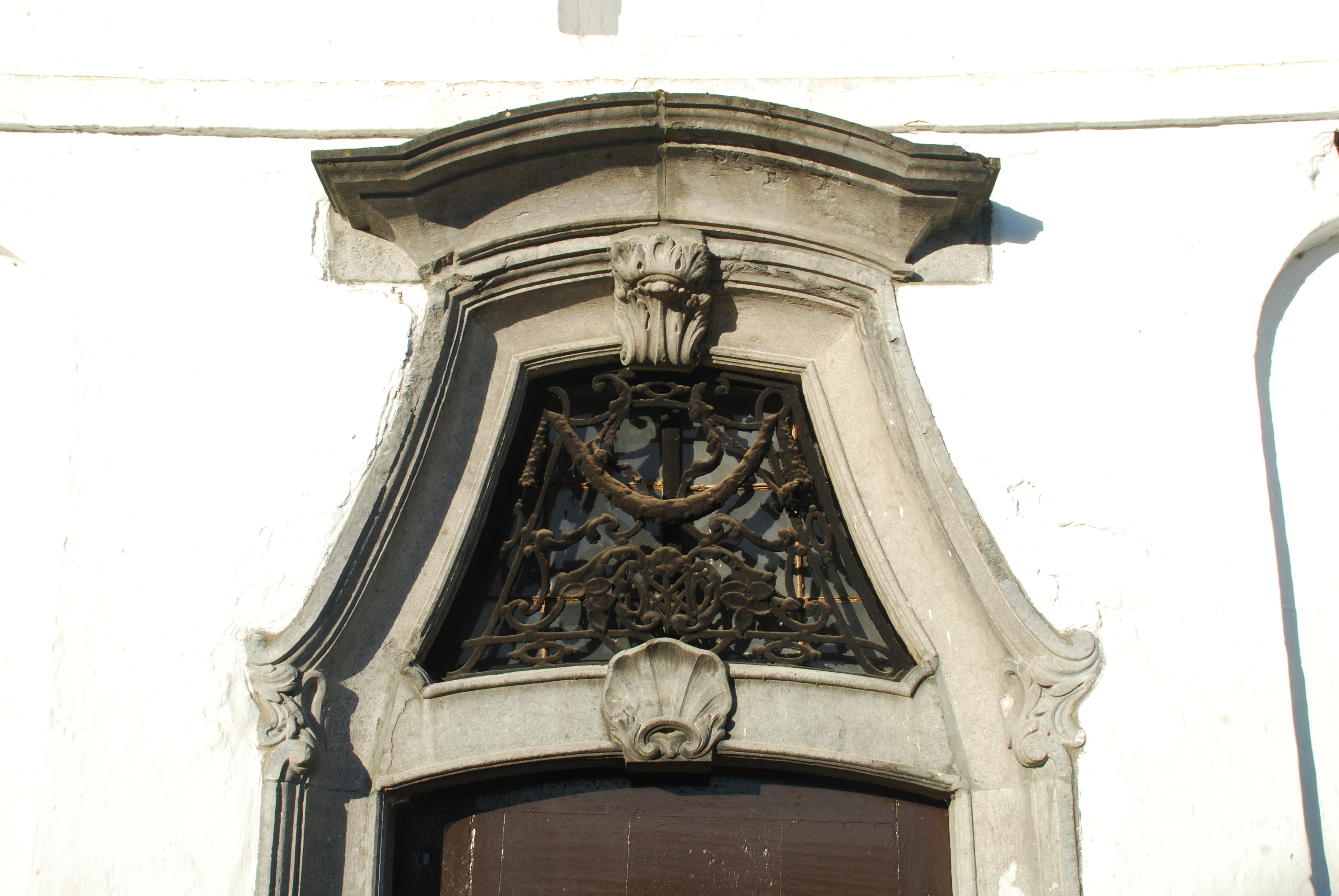
Baie d'imposte du portail rococo.

## Architecture

### Plan et maçonnerie
La chapelle, de petites dimensions, mesure à peine trois mètres sur quatre.
Ce modeste édifice de plan rectangulaire présente une maçonnerie de briques peintes à la chaux de couleur blanche, sauf la base des murs, goudronnée sur une hauteur d'une dizaine de briques selon une tradition répandue dans les zones rurales du Brabant wallon.
La façade principale est percée latéralement de deux étroites arcades aveugles et est sommée d'une petite niche en plein cintre.
La façade sud est ornée d'une grande arcade cintrée percée en son centre d'une petite fenêtre en demi-lune.
|  |  |  |

### Le portail de style rococo
La façade principale, orientée à l'est, est ornée d'un remarquable portail de style rococo (style baroque de l'époque de Louis XV), qui surprend dans un contexte purement rural.
Ce portail présente un encadrement en pierre bleue imposant mais élégant. Les piédroits monolithes moulurés sont surmontés d'impostes sculptées de feuillages. Ces impostes supportent un linteau courbe orné en son centre d'une coquille. Le linteau est surmonté d'une baie d'imposte trapézoïdale à encadrement de pierre bleue à pans concaves, terminé par une clé d'arc ornée de feuilles d'acanthe.  La baie d'imposte est protégée par une grille en fer forgé style Louis XV ornée du monogramme de la Vierge, d'une guirlande, de rinceaux et de feuillages.
Le portail se termine par un puissant larmier convexe aux extrémités horizontales, réalisé également en pierre bleue.
|  |  |  |  |

### Intérieur

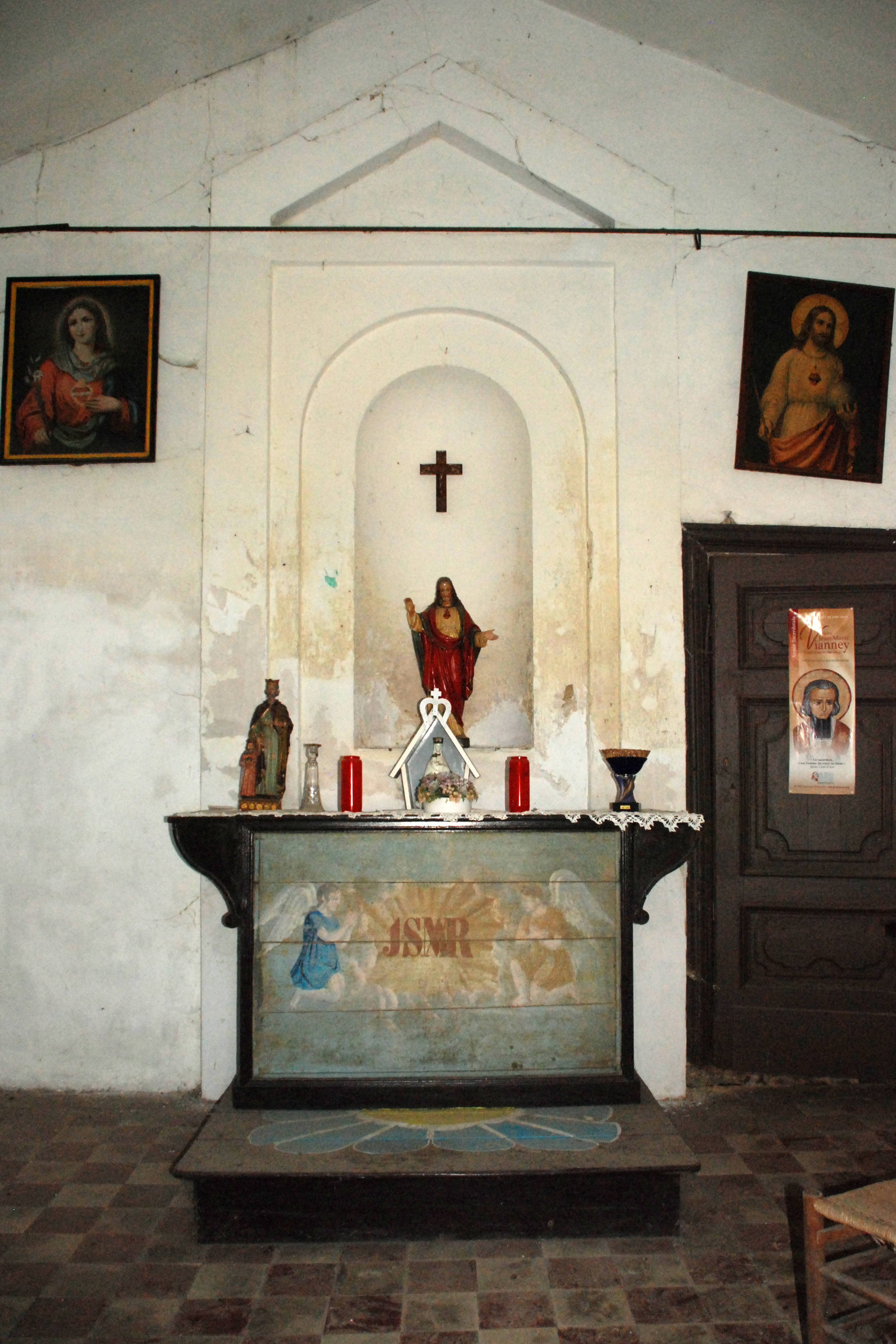
L'intérieur et l'autel.

L'intérieur de la chapelle, de petites dimensions, est peint en blanc comme l'extérieur.
Le mur du fond est percé d'une haute niche cintrée, flanquée de deux pilastres portant un sobre fronton.
La niche, qui abrite une statue du Christ, est précédée d'un petit autel en bois dont l'antependium (devant d'autel) est orné d'un décor peint figurant deux anges.
Deux statuettes patronales du 17e siècle sont affectées à l'édifice .

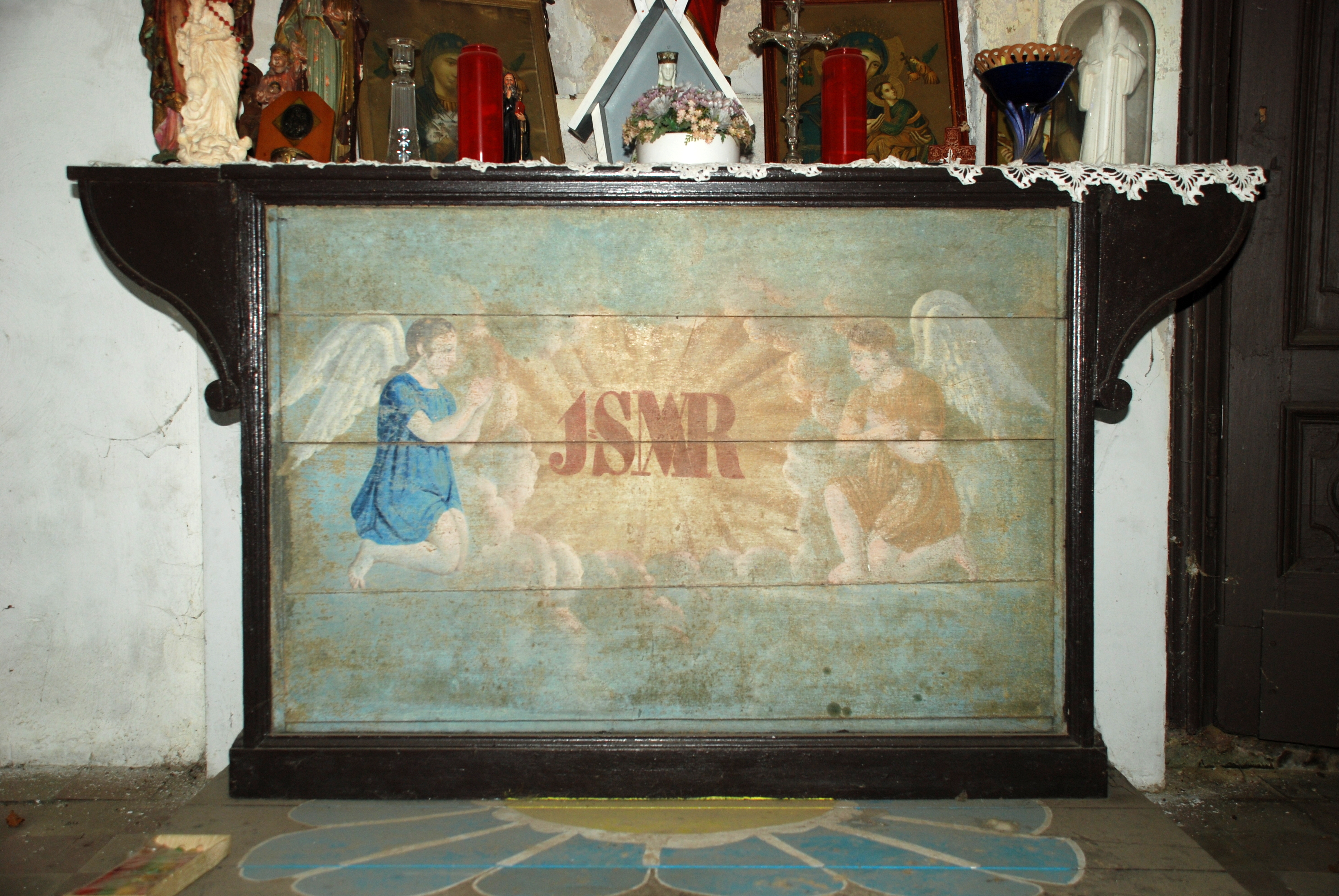
L'antependium de l'autel.